# IC 980
IC 980 ist eine elliptische Galaxie vom Hubble-Typ E im Sternbild Jungfrau auf der Ekliptik. Sie ist rund 301 Millionen Lichtjahre von der Milchstraße entfernt.
Das Objekt wurde am 16. Juni 1893 vom französischen Astronomen Stéphane Javelle entdeckt.